# Kazimierz Ostojski
Kazimierz Ostojski (ps. Rebel, ur. 20 lutego 1925 w Głęboczku, zm. 2006 w Poznaniu) – członek Tajnej Organizacji Narodowej i AK, żołnierz Oddziału Partyzanckiego "Madaj", leśnik.

## Życiorys
Kazimierz Ostojski, syn Henryka i Julianny, ukończył szkołę powszechną w Niestronnie w 1938 roku. Uczył się w Państwowym Gimnazjum w Trzemesznie do wybuchu wojny. W l. 1941-43 zajmował się kolportowaniem gazetek TON, które otrzymywał od Bogdana Hądzlika ("Madaj"). Ojciec Kazimierza Henryk ("Borsuk"), powstaniec wielkopolski, podoficer rez. WP, utrzymywał liczne kontakty, nie wtajemniczał go jednak w działalność konspiracyjną.
Kazimierz został zaprzysiężony do AK przez B. Hądzlika i przydzielono go do OP "Madaj". Oddział ten bazował w bunkrach leśnych w lasach Głęboczka i Gołąbków i wchodził w skład placówki eksterytorialnej AK Rogowo ("Ryba", "Rybitwa", "Ryś").
Ostojski doraźnie miał też wykonywać zadania łącznościowe pomiędzy Samodzielnym Obwodem Mogilno ("Młyny") a wysiedleńcami z Wielkopolski w woj. krakowskim. Jako żołnierz OP "Madaj" Ostojski brał udział w potyczkach z Niemcami w 1944 roku.
W styczniu 1945 skorzystał z rozkazu o rozwiązaniu AK i zaprzestał dalszej działalności konspiracyjnej. W 1947 zdał egzamin dojrzałości w Państwowym Gimnazjum im. Bolesława Chrobrego w Gnieźnie i rozpoczął studia na Uniwersytecie Poznańskim, które ukończył magisterium w Wyższej Szkole Rolniczej w Poznaniu w 1951 roku.
Do 1954 pracował w Centralnym Zarządzie Przemysłu Meblarskiego w Poznaniu. W l. 1954-93 prowadził własny warsztat ślusarski. Odznaczony Krzyżem Kawalerskim OOP, Krzyżem AK i Krzyżem Partyzanckim. Był członkiem organizacji kombatanckich w Poznaniu i Gnieźnie. Zmarł w 2006 roku w Poznaniu.